# Eocuma travancoricum
Eocuma travancoricum är en kräftdjursart som beskrevs av Kurian 1951. Eocuma travancoricum ingår i släktet Eocuma och familjen Bodotriidae. Inga underarter finns listade i Catalogue of Life.